# 金·雷诺兹
金伯莉·凯·雷诺兹（英語：Kimberly Kay Reynolds；本姓斯特朗；1959年8月4日—），美国政治人物，現任艾奥瓦州州长。作为共和党党员，雷诺兹在2011年至2017年期间曾担任艾奥瓦州第46任副州长。
在当选副州长之前，雷诺兹担任过四届克拉克县司库，此后于2009年至2010年担任艾奥瓦州州参议员。2017年5月，州长特里·布兰斯塔德卸任成为美国驻华大使，雷诺兹顺位就职州长。她在2018年州长选举中赢得了一个完整的州长任期，并在2022年州长选举中当选连任。